# Озерец (Брестская область)
Озере́ц (бел. Азярэц) — деревня в Барановичском районе Брестской области Белоруссии, в составе Вольновского сельсовета. Население — 6 человек (2023). 
В основе названия слово озеро: поселение около реки.

## География
Озерец находится в северо-восточном углу Брестской области в 33 км по автодорогам к северо-востоку от города Барановичи. Расстояние до центра сельсовета, агрогородка Вольно, составляет 6 км по автодорогам на восток.

## История
По переписи 1897 года — фольварк Городищенской волости Новогрудского уезда Минской губернии, 1 двор.
В 1909 году — хутор Черниховской волости Новогрудского уезда, 1 двор.
Согласно Рижскому мирному договору (1921) хутор вошёл в состав межвоенной Польши, где принадлежал гмине Вольно Барановичского повета Новогрудского воеводства.
С 1939 года — в составе БССР, в 1940-62 годах — в Городищенском районе Барановичской, с 1954 года Брестской области. Затем передан в состав Барановичского района. С конца июня 1941 года до 7 июля 1944 года оккупирована немецко-фашистскими войсками. На фронтах погибли 6 односельчан.
С 1960-х годов — деревня.

## Население
По состоянию на 1 января 2023 года в деревне проживало 6 человек в 4 хозяйствах, в том числе 0 моложе трудоспособного возраста, 4 — в трудоспособном возрасте и 2 — старше трудоспособного возраста. 
| Численность населения (по переписи) | Численность населения (по переписи) | Численность населения (по переписи) | Численность населения (по переписи) | Численность населения (по переписи) | Численность населения (по переписи) | Численность населения (по переписи) |
| 1897                                | 1909                                | 1959                                | 1970                                | 1999                                | 2009                                | 2019                                |
| ----------------------------------- | ----------------------------------- | ----------------------------------- | ----------------------------------- | ----------------------------------- | ----------------------------------- | ----------------------------------- |
| 9                                   | ↘3                                  | ↗238                                | ↘135                                | ↘30                                 | ↘17                                 | ↘5                                  |